# Северное стекольно-промышленное общество
Северное стекольно-промышленное общество — крупная производственная компания в Российской империи, существовавшая с 1894 по 1917 год. Штаб-квартира компании располагалась в Санкт-Петербурге (Петрограде).

## История

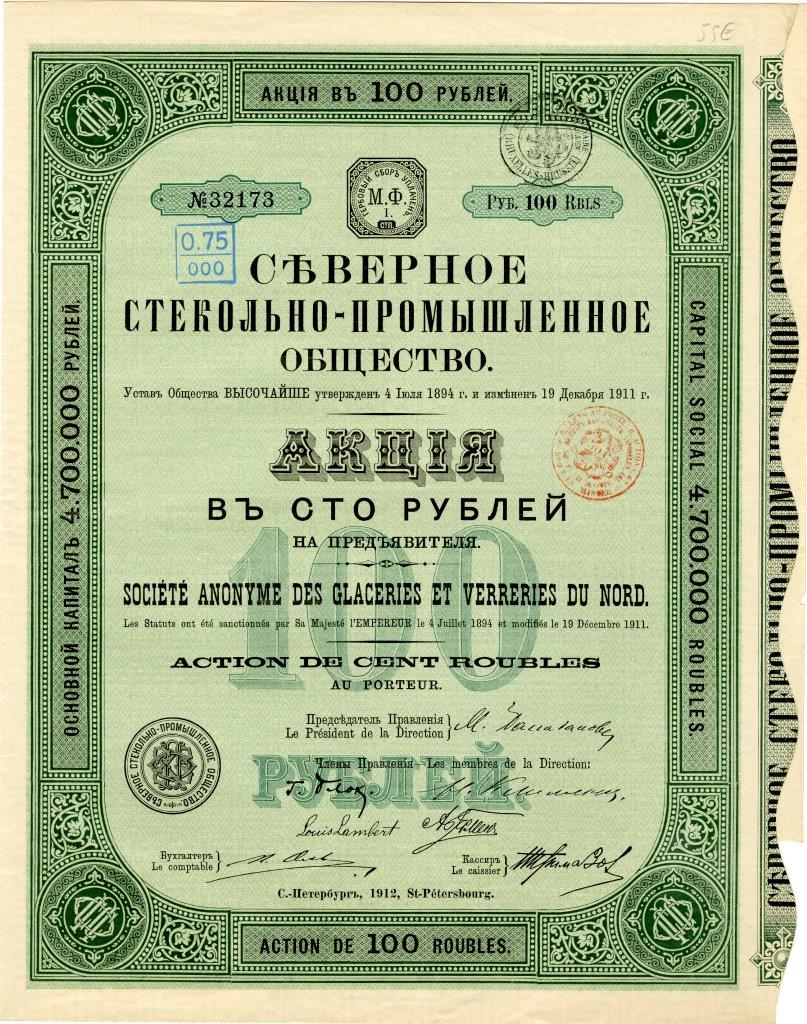
Акция в 100 руб. на предъявителя Северного стекольно-промышленного общества с основным капиталом в 4,7 млн руб. С.-Петербург, 1912 год.

Северное стекольно-промышленное общество основано в 1894 году на базе существовавшего с 1864 года Торгового дома «М. Эрленбах и К°», которому принадлежали стеклянный и зеркальный заводы Роккала-Коскис в Финляндии, представительство в Москве, а также построенная в 1888 году в Петербурге на 22-й линии Васильевского острова стекольная фабрика. Вместе с производственной базой, активами и землёй основанного прусским подданным Максимилианом Эрленбахом торгового дома, Северное общество приняло все контракты, обязательства и условия материнской компании.
Спрос на продукцию компании на рубеже XIX—XX веков постоянно возрастал, что обусловливалось бурным ростом промышленного производства в России. Общество наращивало свои производственные мощности, скупало земли, модернизировало старые и возводило новые заводы. К началу 1900-х годов Северное стекольно-промышленное общество занимало лидирующие позиции на рынке по производству оконного и зеркального стекла.
Изделия под маркой Северного стекольно-промышленного общества были отмечены на выставках: в 1896 году на выставке в Нижнем Новгороде компании присвоили почетное звание Поставщик Двора Его Императорского Величества; На Парижской выставке 1900 года продукция Общества была отмечена Grand Prix и Большой золотой медалью; в 1901 году на международной выставке в Глазго — почётным дипломом.
Однако в результате высокой конкуренции на рынке и кризиса перепроизводства в первые годы XX века сбыт продукции Северного общества резко сократился. В 1902 году братья Максимилиан и Адольф Леонтьевичи Франк с целью преодоления кризиса основали торговый дом «М. Франк и К°». Правление Северного стекольно-промышленного общества, в котором в тот момент находился М. Франк, незамедлительно подписало с ним соглашение о передаче в аренду всех магазинов Северного общества и контрактов на промышленное остекление, что позволило Обществу оставаться на плаву вплоть до последовавшей в результате Октябрьской революции национализации.
В 1918 году декретом Совета Народных Комиссаров «О национализации крупнейших предприятий ряда отраслей промышленности…» Северное стекольно-промышленное общество, имевшее капитал больше 500 тысяч рублей, было национализировано.
В советское время на месте стекольной фабрики Общества на 22-й линии Васильевского острова располагался лабораторный корпус Всесоюзного научно-исследовательского и проектного института механической обработки полезных ископаемых Министерства металлургии СССР, известного также как Институт Механобр.

## Значение в культуре
Витражи, созданные в художественной мастерской Северного стекольно-промышленного общества, являются характерными образцами монументально-декоративного искусства начала XX века. Они сохранились во многих зданиях Петербурга и других городов страны. Эта мастерская изготовила гигантский витраж «Святая Цецилия» для Большого зала Московской консерватории.